# (38061) 1999 DJ1
1999 DJ1 (asteroide 38061) é um asteroide da cintura principal. Possui uma excentricidade de 0.03380780 e uma inclinação de 22.04679º.
Este asteroide foi descoberto no dia 17 de fevereiro de 1999 por LINEAR em Socorro.